# 科斯岛
科斯岛（希臘語：Κως，希臘語發音：[kos]，英語： 或 ，英語 發音： /kɒs/ 或 /kɔːs/），是希腊南斯波拉泽斯群岛或佐澤卡尼索斯群島中的一个岛屿，在佐澤卡尼索斯群島中面积排名第三，在罗得岛和卡尔帕索斯岛之后。岛上人口数量为36,986人（2021年），为佐澤卡尼索斯群島中排在罗得岛之后人口第二多的岛屿。该岛长42.1公里，宽11.5公里。行政上，整个岛为科斯市镇，隶属于南爱琴大区的科斯专区。该岛的主要城镇及科斯市镇的行政中心为科斯镇。

## 近代歷史
1315年，羅得島的醫院騎士團從威尼斯人手上買入了科斯島，並佔據了島嶼達200年。1523年，騎士團因為面臨土耳其入侵的威脅而放棄該島。鄂圖曼帝國在當地統治了400年後，終於在1912年把科斯島在內的佐澤卡尼索斯群島轉讓意大利。1947年，科斯島跟隨整個群島歸屬希臘。

## 地理
科斯島本是一列山脈的一部分，後來因為古代的地震和沉降而分開。其海岸線約長112公里，沿岸有著不少長沙灘，使當地的旅遊業較為興盛。

## 市镇
现今的科斯市镇成立于2011年，有原三个市镇合并而成，而原市镇成为新市镇的市区。
科斯市镇的面积为290.3平方公里，而作为市区的科斯镇的面积则为67.2平方公里。

## 文化與宗教
島上的主要港口和人口中心均在科斯镇，與島同名。此處亦是島上的旅遊和文化中心。鎮上接近海港的入口處有一座十四世紀的堡壘，在1315年由羅得島的聖約翰騎士團興建。另外，科斯島上亦立了一間希氏博物館紀念「醫學之父」希波克拉底。
科斯島上主要流行的宗教為希臘東正教，多德卡尼斯群島四所主教座堂的其中之一就在科斯島上。島上還有一所羅馬天主教堂、清真寺和猶太教堂，但是使用該猶太教堂的猶太社群己在二戰中被納粹消滅，沒有了宗教用途。

## 歷史名人
- 希波克拉底(公元前五世紀)

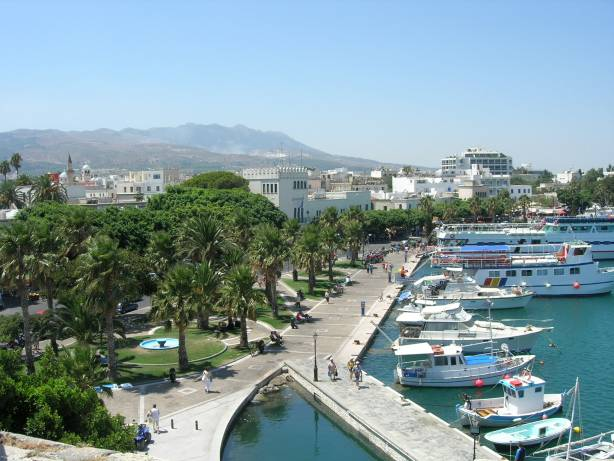
科斯镇之港
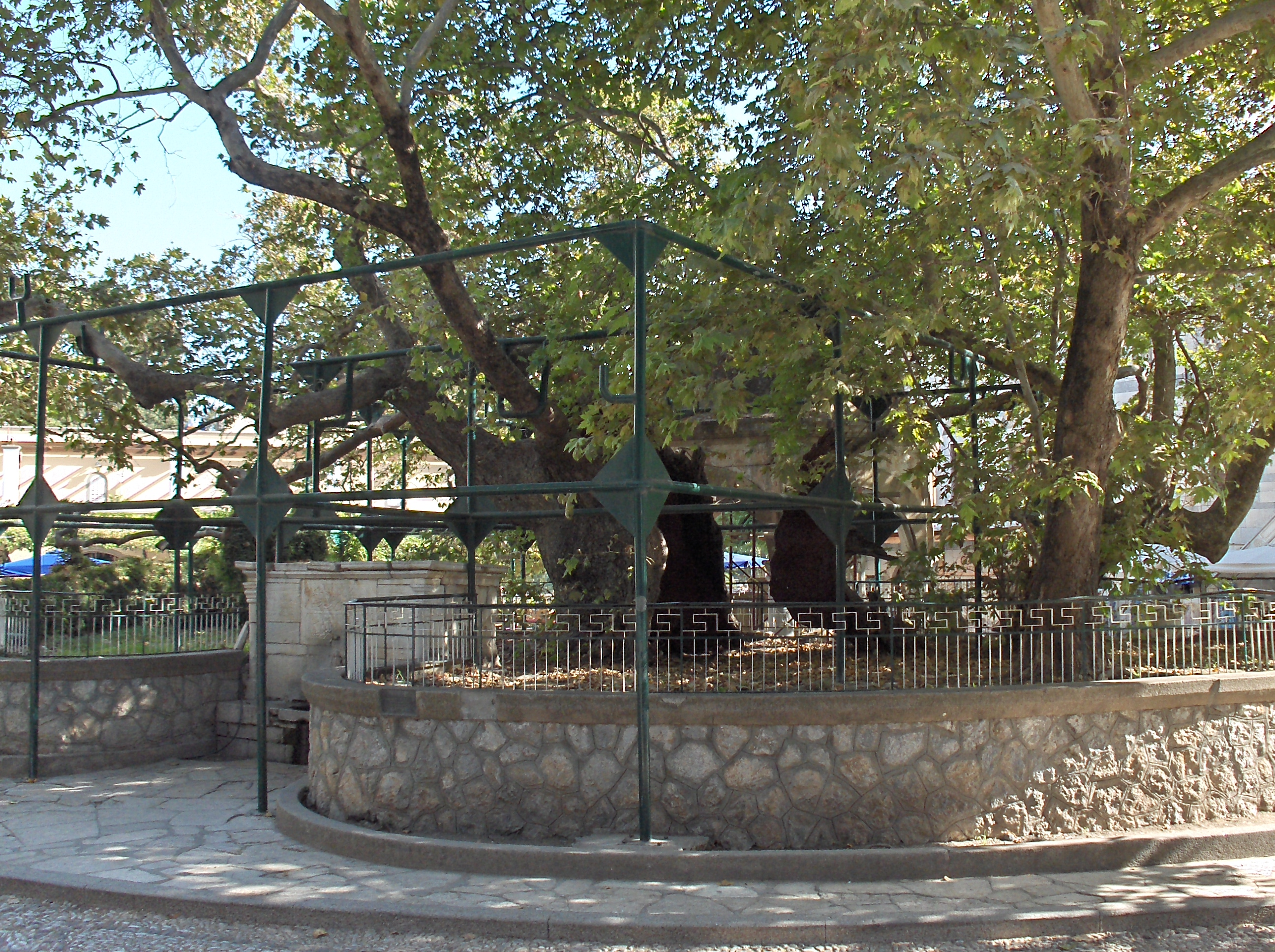
希波克拉底之樹，為一棵法桐，傳說希波克拉底曾在樹下教導學生